# Hydrophilini
Hydrophilini es una tribu de coleópteros acuáticos en la subfamilia Hydrophilinae. La tribu contiene 198 especies en 8 géneros.

## Géneros
- Brownephilus
- Hydrobiomorpha
- Hydrochara
- Hydrophilus
- Protistolophus
- Sternolophus
- Tropisternus